# 安藤よし子
安藤 よし子（あんどう よしこ、1959年 - ）は、日本の元厚生労働官僚。

## 人物
東京都出身。1982年東京大学教養学部卒業後、労働省入省。
2003年滋賀県副知事、2006年厚生労働省雇用均等・児童家庭局雇用均等政策課長、2009年労働基準局総務課労災保険業務分析官、2011年埼玉労働局長、2013年労働基準局労災補償部長、2014年雇用均等・児童家庭局長、2015年政策統括官(労働担当)、2016年政策統括官(統計・情報政策担当)、2017年人材開発統括官、2018年退職。
2019年キリンホールディングス監査役、三精テクノロジーズ取締役、2020年JFEホールディングス取締役。